# Johannes Pløger
Johannes Theodor Louis "Aladdin" Plöger (Pløger) (født 3. april 1922 på Frederiksberg, død 4. februar 1991 på Frederiksberg) var en dansk fodboldspiller. 
Pløger begundte som ungdomspiller i Frederiksberg Kammeraternes IF men kom tidligt til Frem. Han debuterede som 17-årig på divisionsholdet hvortil han blev rykket op direkte fra ynglingeholdet. Han var højre wing men blev også benyttet som centerforward i Frem hvor han scorede 101 mål i 164 kampe. Han scorede en del mål på hovedstød. Han var med til at vinde DM med Frem i 1941 og 1944. 
Pløger debuterede som 18-årig, og som den sjette yngste genem tiderne, på det danske landshold 10. oktober 1940 i Idrætsparken mod Sverige, en kamp som sluttede 3-3. Han blev indskiftet efter 25 min efter at Alex Friedemann var blevet skadet. Han spillede i alle Danmarks fire kampe ved OL i London 1948 og var med til at vinde bronzemedaljer. Han scorede et mål i 5-3 sejr over Italien. Efter OL blev Pløger professionel i Italien ligesom seks andre fra bronzeholdet. Da Dansk Boldspil-Union ved denne tid ikke tillod professionelle i landsholdet sluttede landsholdskarrieren 1948 på 21 A-landskampe og 8 mål. 
Pløger spillede 1948-1954 for fire forskellige italienske klubber; Juventus, Novara, Torino  og Udinese . Inden han tog til Italien blev har udlært som lagerekspedient hos SIMO i 1942. Da han vendte hjem som en holden mand, blev han sælger og senere salgsdirektør hos SIMO på Finsensvej, der forhandlede Ford-biler. Senere havde han en vin & tobak butik, som han passede sammen med sin hustru.
Pløgers efternavn var egentlig Plöger, han havde tyske aner. Hans storebror Henrik spillede 35 kampe som højre back for Frem (1941-48)
Pløger var en ganske god håndboldmålmand som yngling i Ajax.
Han er begravet i familiegraven på Solbjerg Parkkirkegård.